# АК-205
АК-205 — карабін під патрон 5,45×39 мм. АК-205 є модернізованою версією АК-105, яка, у свою чергу, є укороченою версією карабіна АК-74М. АК-205 спочатку був відомий як АК-105М, а потім у 2018 році був перейменований на «АК-205». АК 200 серії (АК-205, АК-202 і АК-204) дуже схожі за конструкцією, відрізняються лише зарядна комора, довжина ствола та тип магазина.

## Історія
Розробка АК-205 була зупинена приблизно 2011 року, але відновлена приблизно 2016 року. АК-205 був представлений 2018 року (як і всі інші гвинтівки АК 200 серії).
АК-205 належить до серії АК 200 серії, яка також включає АК-200, АК-201, АК-202, АК-203 і АК-204. Серія АК-200 була в основному вдосконаленою версією серії АК-100. Серія АК-200 в основному призначена для експорту.

## Будова
AK-205 оснащений рейками Пікатінні на кришці ствольної коробки, верхньою і нижньою цівкою з додатковою системою чотирьох направляючих, що дозволяє монтувати модульні аксесуари, включаючи вдосконалені оптичні приціли, лазери, ліхтарики, вертикальні передні руківʼя, сошки та підствольні гранатомети. Важіль запобіжника також має подовжену полицю для пальця спускового гачка. Кришка ствольної коробки АК-205 шарнірно закріплена на блоці приціла з утримуючим важелем у задній частині, який відповідає за утримання та закріплення «нуля». У AK-205 також використовується гібридний полум'ягасник типу пташиної клітки з конструктивними особливостями компенсатора. AK-205 має складний і регульований телескопічний приклад, який можна відрегулювати в 4 положеннях, приклад також містить протирку. All of these design features are also available on all the other AK-200 series rifles.

## Користувачі
- Росія: На озброєнні окремих підрозділів військ Росгвардії.[4]

## Бойове використання

### Російське вторгнення в Україну
Головне управління розвідки Міністерства оборони України, після знищення колони Росгвардії поблизу селища Димер, Київської області, виявлило, що військовослужбовці 748 окремого батальйону оперативного призначення військ Росгвардії (м. Хабаровськ) були, озброєні, зокрема, автоматами АК-205.